# György Szeder
György Silberstein, conegut en el món del futbol com György Szeder, (Cinkota, 23 de febrer de 1914 - Birnbaum, 1 de maig de 1945) fou un futbolista hongarès de família jueva de la dècada de 1930.

## Trajectòria
Adoptà el nom d'Szeder, conscient de les dificultats que un cognom jueu podia portar-li durant els anys d'ascens del nazisme. Jugava a la posició d'extrem esquerre. Va arribar al FC Barcelona amb 19 anys, procedent del club Soroksár de Budapest. Amb el Barcelona només disputà cinc partits, un d'ells oficial del campionat català de la temporada 1934-35, competició de la que es proclamà campió. Retornà a Hongria per jugar als clubs Budai 11, Budafok FC i Újpest FC durant la temporada 1938-39. El 1939 intentà una nova aventura europea sense massa èxit al FC Antibes i finalitzà la seva carrera la temporada 1939-40 al Nemzeti SC. Va morir assassinat, després de la invasió nazi, a Birnbaum, actual Polònia, l'any 1945.

## Palmarès
- Campionat de Catalunya de futbol:
  - 1934-35